# أوتو نيومان
أوتو نيومان (بالألمانية: Otto Neumann)‏ هو عداء سريع ألماني، ولد في 28 أغسطس 1902 في كارلسروه في ألمانيا، وتوفي في 12 أبريل 1990 في مانهايم في ألمانيا.

## وصلات خارجية
- أوتو نيومان على موقع عالم كرة القدم.نت (الإنجليزية)
- أوتو نيومان على موقع أوليمبيديا (الإنجليزية)